# Gare de Dieppe
Gare de Dieppe vasútállomás Franciaországban, Dieppe településen.

## Vasútvonalak
Az állomást az alábbi vasútvonalak érintik:
- Malaunay-Le Houlme-Dieppe-vasútvonal
- Saint-Denis–Dieppe-vasútvonal

## Kapcsolódó állomások
A vasútállomáshoz az alábbi állomások vannak a legközelebb:
- Gare de Saint-Aubin-sur-Scie